# Баш сам лепа
Баш сам лепа (енгл. I Feel Pretty) је амерички филм, премијерно емитован 20. априла 2018. године. Ради се о пунијој, несигурној жени Рене, која након теже повреде главе, добија превелику самоувереност и сигурност у себе. Филм говори о томе како треба веровати у себе, волети себе, те да је битнија унутрашња лепота.
Буџет је био 32 милиона, а зарадио је 79.4 америчких долара. Филм је добио помешане критике од критичара, а многи кажу да се није у потпуности посветио својој сврси или тону, иако су похвалили рад Ејми Шумер и Мишел Вилијамс.
У Србији премијерно је приказан 3. маја 2018. године титлован на српски језик.  Дистрибуцију за Србију радила је компанија Тарамаунт филм. 

## Радња
Рене Бенет добро зна како је то када си просечан у свету којим владају они савршеног изгледа и савршене генетике. После пада са бицикла у теретани и повреде главе, Рене поверује да је одједном постала неодољива. Захваљујући сигурности у себе коју до сада није имала, почиње да ниже и професионални успех у козметичкој компанији за коју ради, а њена шефица, њен идол и узор почиње веома да је поштује. На самом крају, Рене ће схватити да је чаролија престала, али и да права лепота није на површини коже, већ дубоко у човеку.

## Улоге
| Глумац            | Лик           | Опис лика |
| ----------------- | ------------- | --- |
| Ејми Шумер        | Рене Бенет    | Обична жена која се бори са свакодневним осећајем несигурности и неадекватности. Након незгоде, буди се сигурна да је прелепа и неодољива, иако изгледа исто као и увек. |
| Мишел Вилијамс    | Ејвери ЛеКлер | Ренеина шефица, власница популарне козметичке компаније, Грантова сестра и Лилина унука.                                                                                 |
| Емили Ратајковски | Малори        | Ренеин идол, девојка беспрекорног изгледа. |
| Рори Скауел       | Ејтан         | Ренеин љубавни интерес. |
| Аиди Брајант      | Вивијен       | Ренеина најбоља другарица. |
| Бази Филипс       | Џејн          | Ренеина најбоља другарица. |
| Лорен Хатон       | Лили ЛеКлер   | Грантова и Ејверина бака. |
| Том Хопер         | Грант ЛеКлер  | Ејверин брат и Лилин унук. |